# Athetis tetraglypha
Athetis tetraglypha är en fjärilsart som beskrevs av Emilio Berio 1939. Athetis tetraglypha ingår i släktet Athetis och familjen nattflyn. Inga underarter finns listade i Catalogue of Life.